# Lijst van rijksmonumenten in Metslawier
De plaats Metslawier (Mitselwier) telt 8 inschrijvingen in het rijksmonumentenregister. Hieronder een overzicht. 
| Object                                                          | Oorspronkelijke functie?  | Bouwjaar                                    | Architect | Locatie                    | Coördinaten?                 | Nr.?  | Afbeelding                               |
| --------------------------------------------------------------- | ------------------------- | ------------------------------------------- | --------- | -------------------------- | ---------------------------- | ----- | ---------------------------------------- |
| Ropta                                                           | Industrie- en poldermolen | 1836 1840 (herb.) 1971 (rest.) 1996 (rest.) |           | Roptawei 2                 | 53° 22' 10" NB, 6° 4' 14" OL | 31577 | Meer afbeeldingen                        |
| Dwarshuis onder hoog zadeldak met dakkapel met fronton          | Woonhuis                  | 18e eeuw                                    |           | Roptawei 10                | 53° 21' 40" NB, 6° 4' 2" OL  | 31578 | Upload foto                              |
| In het midden onderkelderd pand onder zadeldak tussen topgevels | Woonhuis                  | late 18e eeuw                               |           | Master Fan Loanstrjitte 25 | 53° 21' 32" NB, 6° 4' 8" OL  | 31579 | Upload foto                              |
| Oldersma State                                                  | Boerderij                 | mog. 18e eeuw 1839 (verb.)                  |           | B. Bekkerstrjitte 17       | 53° 21' 37" NB, 6° 4' 12" OL | 31581 | Meer afbeeldingen                        |
| Woonhuis onder zadeldak tussen topgevels                        | Woonhuis                  | 1770                                        |           | Tsjerkebuorren 8           | 53° 21' 37" NB, 6° 4' 4" OL  | 31582 | Woonhuis onder zadeldak tussen topgevels |
| Hervormde kerk                                                  | Kerk en kerkonderdeel     | 1776 1925 (herst. toren)                    |           | Tsjerkebuorren 7           | 53° 21' 37" NB, 6° 4' 6" OL  | 31583 | Meer afbeeldingen                        |
| Voorm. hervormde pastorie                                       | Woonhuis                  | 18e eeuw                                    |           | Tsjerkebuorren 6           | 53° 21' 38" NB, 6° 4' 6" OL  | 31584 | Upload foto                              |
| Verhoogde woonplaats                                            | Archeologisch monument    | 12e-13e eeuw                                |           | Stationswei 28?            | 53° 21' 43" NB, 6° 3' 32" OL | 45890 | Upload foto                              |